# Legitimation - for Deres skyld!
|  | Denne artikel er oprettet af botten Steenthbot ud fra en ekstern database. Den kan derfor have sproglige fejl eller mangler. Denne skabelon kan fjernes efter kontrol af indholdet. |

Legitimation - for Deres skyld! er en dansk dokumentarfilm fra 1980 instrueret af Werner Hedman og efter manuskript af Werner Hedman, Adam Schmedes og Tom Matz.

## Medvirkende
- Poul Bundgaard
- Lis Adelvard
- Inger Gleerup